# Pulau Popole
Pulau Popole är en ö i Indonesien.   Den ligger i provinsen Banten, i den västra delen av landet, 120 km väster om huvudstaden Jakarta. Arean är 0,32 kvadratkilometer.
Terrängen på Pulau Popole är mycket platt. Öns högsta punkt är 15 meter över havet. Den sträcker sig 0,7 kilometer i nord-sydlig riktning, och 0,6 kilometer i öst-västlig riktning.